# Барбадос на летних Олимпийских играх 1968
Барбадос принимал участие в Летних Олимпийских играх 1968 года в Мехико (Мексика) в первый раз за свою историю, но не завоевал ни одной медали.
9 спортсменов, все мужчины, выступили в десяти соревнованиях; в пяти различных видах спорта: в лёгкой атлетике, в плавании, в велогонках, в тяжёлой атлетике и в стрельбе.

## Результаты

### Велоспорт

#### Шоссейный велоспорт
| Спортсмен    | Дисциплина      | Место |
| ------------ | --------------- | ----- |
| Колин Форд   | групповая гонка | DNF   |
| Кенсли Рис   | групповая гонка | DNF   |
| Ричард Роэтт | групповая гонка | DNF   |
| Майкл Стаут  | групповая гонка | DNF   |

#### Трековый велоспорт
| Спортсмен  | Дисциплина | 1 раунд                                           | 1 раунд | Утешительный               | Утешительный | 2 раунд              | 2 раунд              | Утешительный         | Утешительный         | 1/8 финала           | 1/8 финала           | Утешительный         | Утешительный         | Утешительный финал   | Утешительный финал   | 1/4 финала           | Полуфинал            | Финал                | Место |
| Спортсмен  | Дисциплина | Соперники                                         | Место   | Соперники                  | Место        | Соперники            | Место                | Соперники            | Место                | Соперники            | Место                | Соперники            | Место                | Соперники            | Место                | Соперник             | Соперник             | Соперник             | Место |
| ---------- | ---------- | ------------------------------------------------- | ------- | -------------------------- | ------------ | -------------------- | -------------------- | -------------------- | -------------------- | -------------------- | -------------------- | -------------------- | -------------------- | -------------------- | -------------------- | -------------------- | -------------------- | -------------------- | ----- |
| Кенсли Рис | спринт     | Джордано Туррини Италия Сандзи Иноуэ Япония 11,34 | 3       | Хосе Меркадо Мексика 11,27 | 2            | Завершил выступления | Завершил выступления | Завершил выступления | Завершил выступления | Завершил выступления | Завершил выступления | Завершил выступления | Завершил выступления | Завершил выступления | Завершил выступления | Завершил выступления | Завершил выступления | Завершил выступления |       |

| Спортсмен  | Дисциплина  | Время   | Место |
| ---------- | ----------- | ------- | ----- |
| Кенсли Рис | гит, 1000 м | 1:09.90 | 27    |

| Спортсмен  | Дисциплина                           | Квалификация | Квалификация | Четвертьфинал        | Четвертьфинал        | Четвертьфинал        | Полуфинал            | Полуфинал            | Полуфинал            | Финал                | Финал                | Место |
| Спортсмен  | Дисциплина                           | Время        | Место        | Соперник             | Время                | Место                | Соперник             | Время                | Место                | Соперник             | Время                | Место |
| ---------- | ------------------------------------ | ------------ | ------------ | -------------------- | -------------------- | -------------------- | -------------------- | -------------------- | -------------------- | -------------------- | -------------------- | ----- |
| Колин Форд | индивидуальное преследование, 4000 м | 5:35,60      | 22           | Завершил выступления | Завершил выступления | Завершил выступления | Завершил выступления | Завершил выступления | Завершил выступления | Завершил выступления | Завершил выступления | 22    |

### Лёгкая атлетика
| Спортсмен    | Дисциплина | Первый раунд | Первый раунд | Четвертьфинал        | Четвертьфинал        | Полуфинал            | Полуфинал            | Финал                | Финал                |
| Спортсмен    | Дисциплина | Время        | Место        | Время                | Место                | Время                | Место                | Время                | Место                |
| ------------ | ---------- | ------------ | ------------ | -------------------- | -------------------- | -------------------- | -------------------- | -------------------- | -------------------- |
| Эзра Бёрнхам | 400 м      | 47.94        | 7            | Завершил выступления | Завершил выступления | Завершил выступления | Завершил выступления | Завершил выступления | Завершил выступления |
| Хадли Хайндс | 200 м      | 22.35        | 8            | Завершил выступления | Завершил выступления | Завершил выступления | Завершил выступления | Завершил выступления | Завершил выступления |

### Плавание
| Спортсмен     | Дисциплина | Квалификация | Квалификация | Полуфинал            | Полуфинал            | Финал                | Финал                |
| Спортсмен     | Дисциплина | Время        | Место        | Время                | Место                | Время                | Место                |
| ------------- | ---------- | ------------ | ------------ | -------------------- | -------------------- | -------------------- | -------------------- |
| Ангус Эджхилл | 100 м в/с  | 58,1         | 6            | Завершил выступления | Завершил выступления | Завершил выступления | Завершил выступления |
| Ангус Эджхилл | 200 м в/с  | 2:19,1       | 8            | Завершил выступления | Завершил выступления | Завершил выступления | Завершил выступления |

### Стрельба
| Спортсмен    | Дисциплина                         | Результат | Результат |
| Спортсмен    | Дисциплина                         | Очки      | Место     |
| ------------ | ---------------------------------- | --------- | --------- |
| Милтон Такер | Малокалиберная винтовка лёжа, 50 м | 581       | 72        |

### Тяжёлая атлетика
| Спортсмен     | Весовая категория | Жим       | Жим   | Рывок                | Рывок                | Толчок               | Толчок               | Сумма                | Место                |
| Спортсмен     | Весовая категория | Результат | Место | Результат            | Место                | Результат            | Место                | Сумма                | Место                |
| ------------- | ----------------- | --------- | ----- | -------------------- | -------------------- | -------------------- | -------------------- | -------------------- | -------------------- |
| Энтони Филипс | до 56 кг          | X         | X     | Завершил выступления | Завершил выступления | Завершил выступления | Завершил выступления | Завершил выступления | Завершил выступления |